# Fußball-Weltmeisterschaft 1970/Peru
Dieser Artikel behandelt die peruanische Fußballnationalmannschaft bei der Fußball-Weltmeisterschaft 1970.

## Qualifikation
| Peru        | - | Argentinien | 1:0 |
| Bolivien    | - | Peru        | 2:1 |
| Peru        | - | Bolivien    | 3:0 |
| Argentinien | - | Peru        | 2:2 |

## Peruanisches Aufgebot
| Nummer / Name | Nummer / Name          | Damaliger Verein          | Geburtstag | Länderspiele |
| Torhüter      | Torhüter               | Torhüter                  | Torhüter   | Torhüter     |
| ------------- | ---------------------- | ------------------------- | ---------- | ------------ |
| 1             | Luis Rubiños           | Sporting Cristal          | 31.12.1940 |              |
| 12            | Rubén Correa           | Universitario de Deportes | 25.07.1941 |              |
| 21            | Jesús Goyzueta         | Universitario de Deportes | 1947       |              |
| Abwehr        |                        |                           |            |              |
| 2             | Eloy Campos            | Sporting Cristal          | 31.05.1942 |              |
| 3             | Orlando de la Torre    | Sporting Cristal          | 21.11.1943 |              |
| 4             | Héctor Chumpitaz       | Universitario de Deportes | 04.12.1944 |              |
| 5             | Nicolás Fuentes        | Universitario de Deportes | 20.12.1941 |              |
| 13            | Pedro González         | Universitario de Deportes | 19.05.1943 |              |
| 14            | José Fernández Santini | Universitario de Deportes | 14.02.1939 |              |
| 15            | Javier Gonzales        | Alianza Lima              | 11.05.1939 |              |
| 16            | Félix Salinas          | Universitario de Deportes | 11.05.1939 |              |
| Mittelfeld    |                        |                           |            |              |
| 6             | Ramón Mifflin          | Sporting Cristal          | 05.04.1947 |              |
| 7             | Roberto Challe         | Universitario de Deportes | 24.11.1946 |              |
| 10            | Teófilo Cubillas       | Alianza Lima              | 08.03.1949 |              |
| 17            | Luis Cruzado           | Universitario de Deportes | 06.07.1941 |              |
| Angriff       |                        |                           |            |              |
| 8             | Julio Baylón           | Alianza Lima              | 10.12.1947 |              |
| 9             | Pedro Pablo León       | Alianza Lima              | 26.03.1943 |              |
| 11            | Alberto Gallardo       | Sporting Cristal          | 28.11.1940 |              |
| 18            | José del Castillo      | Sporting Cristal          | 10.05.1943 |              |
| 19            | Eladio Reyes           | Alianza Lima              | 08.01.1948 |              |
| 20            | Hugo Sotil             | Deportivo Municipal       | 18.05.1948 |              |
| 22            | Oswaldo Ramírez        | Universitario de Deportes | 29.03.1947 |              |
| Trainer       |                        |                           |            |              |
|               | Didi                   |                           | 08.10.1928 |              |

## Spiele der peruanischen Mannschaft

### Erste Runde
- Peru –  Bulgarien 3:2 (0:1)

Stadion: Estadio Nou Camp (León)
Zuschauer: 14.000
Schiedsrichter: Sbardella (Italien)
Tore: 0:1 Dermendschiew (13.), 0:2 Bonew (49.), 1:2 Gallardo (50.), 2:2 Chumpitaz (55.), 3:2 Cubillas (73.)
- Peru –  Marokko 3:0 (0:0)

Stadion: Estadio Nou Camp (León)
Zuschauer: 13.500
Schiedsrichter: Bəhramov (Sowjetunion)
Tore: 1:0 Cubillas (65.), 2:0 Challe (67.), 3:0 Cubillas (75.)
- BR Deutschland –  Peru 3:1 (3:1)

Stadion: Estadio Nou Camp (León)
Zuschauer: 18.000
Schiedsrichter: Aguilar (Mexiko)
Tore: 1:0 Müller (19.), 2:0 Müller (26.), 3:0 Müller (39.), 3:1 Cubillas (44.)
Deutschlands erster Gegner in der Gruppe 4 war das unbequeme Team aus Afrika, Marokko. Der mühsame 2:1-Erfolg konnte nach dem 0:1-Rückstand durch Jarir erst im zweiten Durchgang von Müller und Seeler gesichert werden, die Schön nach langen Diskussionen in den Medien gemeinsam spielen ließ. Doch der Zittersieg brachte für den weiteren WM-Verlauf der Deutschen keine hoffnungsvollen Erkenntnisse. Zuvor hatten sich die Peruaner gegen Bulgarien in einer spannenden Partie mit 3:2 durchgesetzt. Bulgarien war auch der zweite Gegner der Deutschen. Für die enttäuschenden Haller und Held nahm Schön Libuda und Löhr ins Team. Vor allem der Einsatz von ‚Stan’ Libuda zahlte sich aus. Trotz des frühen 0:1-Rückstandes ließen sich die Deutschen nicht aus dem Konzept bringen, denn Libuda spielte als Rechtsaußen das Spiel seines Lebens, sorgte selbst für den Ausgleich und bediente seine Mitangreifer, nachdem er seine bulgarischen Gegenspieler schwindelig gespielt hatte, laufend mit Flanken. Dreimal schlug Gerd Müller, einmal Uwe Seeler zu, bevor eine Unsicherheit in der Abwehr noch den zweiten Treffer der Bulgaren zuließ. Im letzten Vorrundenspiel galt es nun die Peruaner zu bezwingen, die dank ihres Torjägers Cubillas die Mannschaft von Marokko 3:0 besiegt hatten. Aufgrund einer großartigen ersten Halbzeit, in der Gerd Müller mit einem ‚Dreierpack’ überzeugte, während Cubillas kurz vor der Pause einmal traf, führte Deutschland verdient 3:1. Nach dem Seitenwechsel steigerten sich die Peruaner und brachten die Deutschen immer wieder in Schwierigkeiten. Doch dank einer aufopferungsvollen Abwehrschlacht in erbarmungsloser Hitze hielt die Helmut Schön-Elf das Ergebnis und durfte auch im Viertelfinale in León spielen, wo sich das deutsche Quartier befand.

### Viertelfinale
| 54.233 | Estadio Jalisco (Guadalajara) | Brasilien | Peru | Loraux (Belgien) | 4:2 (2:1) | 1:0 Rivelino (11.) 2:0 Tostão (15.) 2:1 Gallardo (28.) 3:1 Tostão (52.) 3:2 Cubillas (70.) 4:2 Jairzinho (75.) |

Das südamerikanische Duell zwischen Brasilien und Peru geriet zu einem Fest des Offensivfußballs. Dabei war der 4:2-Erfolg für die Brasilianer, bei denen Tostão, Torschütze des 2:0 und 3:1, der überragende Mann auf dem Platz war, eigentlich nie gefährdet. Die Beobachter waren sich abschließend einig, den neuen Weltmeister gesehen zu haben.